# Эспот Самора, Ксавьер
Ксавье́р Э́спот Само́ра (кат. Xavier Espot Zamora; род. 30 октября 1979, Эскальдес-Энгордань, Андорра) — андоррский государственный и политический деятель, бывший министр юстиции. Глава правительства Андорры с 16 мая 2019 года.

## Биография
Родился 30 октября 1979 года в городе Эскальдес-Энгордань на западе Андорры. Его отец — Ксавьер Эспот Миро — политик, занимал посты министра туризма и спорта, а также министра иностранных дел Андорры. Мать — Мелания Самора Бонет — управляла парфюмерной компанией.
Окончил юридический факультет Школы бизнеса ESADE при Университете им. Рамона Ллулла в Барселоне и философский факультет этого университета. Имеет степени магистра права и бакалавра гуманитарных наук.
В 2004—2008 годах Эспот Самора был судебным секретарем по гражданским делам и делам несовершеннолетних, в конце 2008 года — секретарем Высшего совета юстиции Андорры.
В 2009—2011 годах вёл практику судопроизводства в судах Тулузы и Барселоны, занимался делами несовершеннолетних в Андорре, был консультантом в МИД.
В 2011—2012 годах был заместителем министра. 25 июля 2012 года назначен министром юстиции и внутренних дел, занимал эту должность до 2016 года.
В 2016—2019 годах являлся министром юстиции, социальных и внутренних дел. 28 февраля 2019 года он ушел в отставку с поста министра, чтобы подготовить свою кандидатуру на пост премьер-министра на парламентских выборах 2019 года. 15 мая за его кандидатуру на пост премьер-министра проголосовали 17 из 28 членов законодательного органа. 16 мая Эспот Самора принес присягу. Одним из приоритетов своего правительства Эспот Самора назвал подписание соглашения об ассоциации с Европейским союзом.
В июне 2019 года возглавил партию «Демократы за Андорру».
Помимо каталанского, владеет английским, испанским и французским языками.
Не женат.

## Награды
- Большой крест ордена Карла Великого (10 июля 2024 года, Андорра)[6].